# Nère (Hure)
Die Nère ist ein kleiner Fluss in Frankreich, der im Département Gironde in der Region Nouvelle-Aquitaine verläuft. Sie entspringt im südwestlichen Gemeindegebiet von Louchats, nahe dem Lac de Curton, entwässert anfangs nach Norden, dreht dann auf Ost, durchquert den Regionalen Naturpark Landes de Gascogne und mündet nach rund 19 Kilometern im Gemeindegebiet von Balizac als linker Nebenfluss in die Hure.

## Bezeichnung des Flusses
Der Fluss ändert in seinem Verlauf, in Anlehnung an die örtlichen Bezeichnungen, mehrfach seinen Namen:
- Ruisseau de Couy
- Ruisseau de Cap de Bern
- Ruisseau d’Origne
- Ruisseau de Nère

## Orte am Fluss
(Reihenfolge in Fließrichtung)
- Le Couy, Gemeinde Louchats
- Labite, Gemeinde Louchats
- Origne
- Balizac
- La Nère, Gemeinde Balizac